# Miesea evelinae
Miesea evelinae (Er. Marcus, 1957) è un mollusco nudibranchio della famiglia Dotidae. È l'unica specie nota del genere Miesea.
L'epiteto specifico è un omaggio alla zoologa tedesca Eveline Du Bois-Reymond Marcus (1901-1990), moglie di Ernst Marcus (1893-1968), descrittore della specie.